# Zeezout (restaurant)
Zeezout is een restaurant in Rotterdam van chef-kok Patrick ’t Hart. De eetgelegenheid heeft sinds 29 maart 2021 een Michelinster.

## Locatie
Het restaurant is gevestigd in het centrum van Rotterdam, in het Scheepvaartkwartier. Vrijwel direct gelegen aan rivier de Maas en op steenworp afstand van de Veerhaven, Het Park en de Euromast.

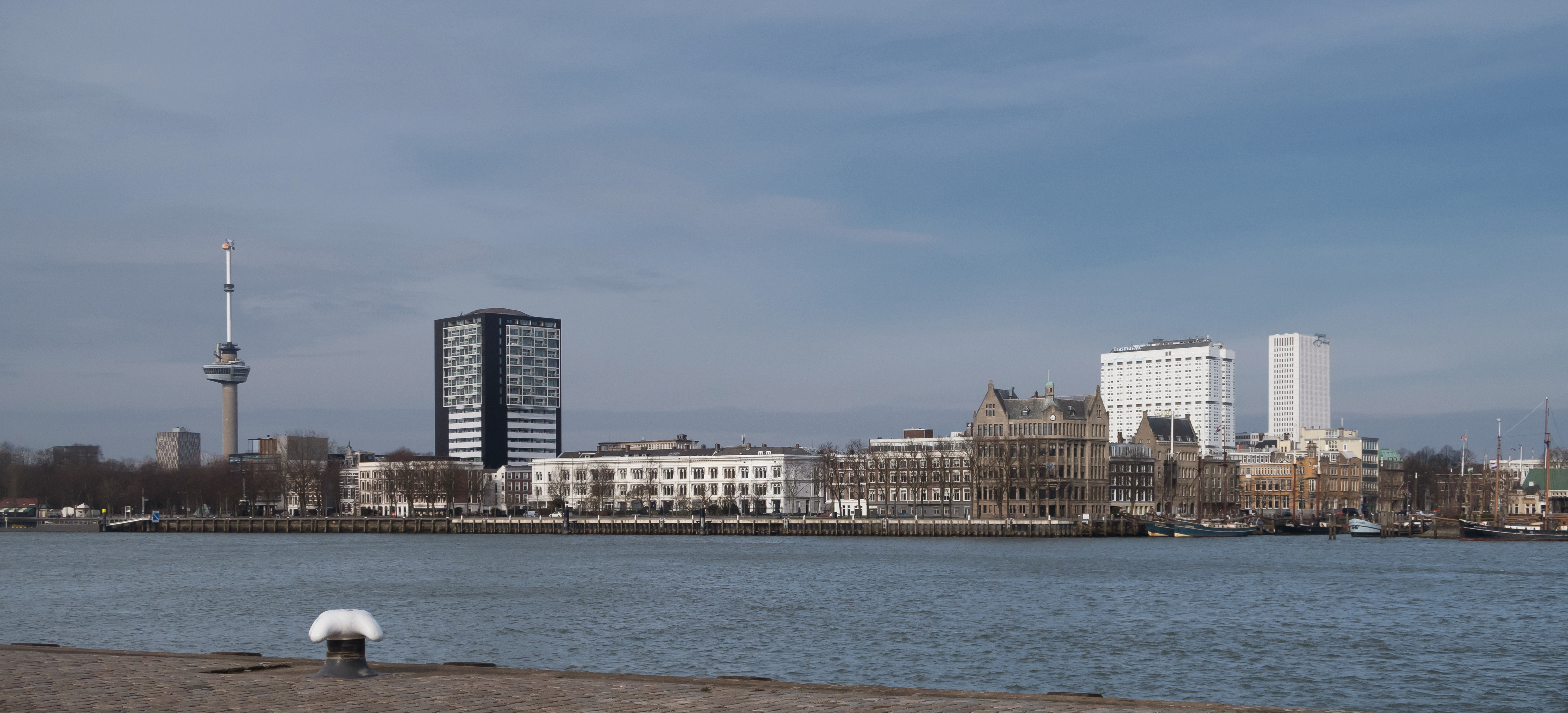
De kade waar restaurant Zeezout is gevestigd, gezien vanaf de andere kant van rivier de Maas.

## Geschiedenis

### Beginjaren
In juli 1998 opende Herman den Blijker met zijn toenmalige zakenpartner David Crouwel visrestaurant Zeezout. Het zakenduo had toentertijd meerdere restaurants in Rotterdam, waaronder het met een Michelinster onderscheiden restaurant De Engel. De souschef van De Engel was Patrick 't Hart. 
Volgens horecaondernemers Den Blijker en Crouwel was er in die jaren nog geen restaurant in de havenstad met uitsluitend een focus op vis, schelp- en schaaldieren. Daarnaast openden de heren Zeezout mede met het idee om werknemer Patrick 't Hart meer verantwoordelijkheid te kunnen geven. Hij is sinds de opening op 8 juli 1998 de chef-kok van de zaak.

### Overname
Horecaondernemers Den Blijker en Crouwel verkochten in 2006 meerdere van hun restaurants. Chef-kok Patrick 't Hart tekende samen met zijn vrouw Anet 't Hart voor Zeezout. Ze veranderden nauwelijks iets en bleven op dezelfde wijze ondernemen.

### Erkenning
Restaurant Zeezout werd in 2023 onderscheiden met 14 van de 20 punten in de Franse GaultMillau-gids, een jaar later steeg de zaak naar 14,5 punt. De eetgelenheid hoort volgens de Nederlandse culinaire gids Lekker al jaren bij de beste 100 restaurant van Nederland, in 2023 stonden zij op de 83ste plek. De hoogste notering was plaats 78 in 2020. In maart 2021 werd restaurant Zeezout onderscheiden met een Michelinster.